# Острожецька сільська рада
Остроже́цька сільська́ ра́да — колишній орган місцевого самоврядування у Млинівському районі Рівненської області. Адміністративний центр — село Острожець.

## Загальні відомості
- Територія ради: 35,31 км²
- Населення ради: 3 230 осіб (станом на 2001 рік)
- Територією ради протікає річка Тишиця.

## Населені пункти
Сільській раді підпорядковані населені пункти:
- с. Острожець
- с. Залав'я

## Склад ради
Рада складається з 20 депутатів та голови.
- Голова ради: Гордійчук Тарас Миколайович
- Секретар ради: Дем`янчук Тетяна Петрівна

### Керівний склад попередніх скликань
| Прізвище, ім'я, по батькові | Дата обрання | Основні відомості                                                                          | Дата звільнення |
| --------------------------- | ------------ | ------------------------------------------------------------------------------------------ | --------------- |
| Гордійчук Тарас Миколайович | 20.01.2017   | Сільський голова 1986 року народження                                                      |                 |
| Пархомей Олег Васильович    | 26.03.2006   | Сільський голова, 1961 року народження                                                     | 20.01.2017      |
| Наумчук Микола Максимович   | 31.10.2010   | Сільський голова, 1954 року народження, освіта середня загальна, безпартійний              | 18.09.2011      |
| Пархомей Олег Васильович    | 18.09.2011   | Сільський голова, 1961 року народження, освіта вища, член політичної партії «Наша Україна» |                 |

Примітка: таблиця складена за даними сайту Верховної Ради України